# Cleonymia diluta
Cleonymia diluta là một loài bướm đêm trong họ Noctuidae.